# Pecten keppelianus
Pecten keppelianus is een tweekleppigensoort uit de familie van de Pectinidae. De wetenschappelijke naam van de soort is voor het eerst geldig gepubliceerd in 1905 door Sowerby III.